# Confine tra Etiopia e Gibuti
Il confine tra l'Etiopia e Gibuti ha una lunghezza di circa 390 km e parte dal triplice confine tra Somalia, Gibuti ed Etiopia a "Djalello" al triplice confine con l'Eritrea sulla cima del Moussa 'Ali.

## Storia
Questo confine, posto tra i possedimenti francesi intorno al Golfo di Tadjoura e l'Etiopia fu definito per la prima volta nel trattato di Addis Abeba firmato il 20 marzo 1897 da funzionario coloniale Léonce Lagarde e l'imperatore etiope Menelik II. Il tracciato non venne delimitato sul terreno. 
Il triplice confine meridionale venne creato in seguito a vari negoziati nel marzo 1934 tra le autorità coloniali della Somalia francese, le autorità coloniali della Somalia britannica e il governo etiope.
Il triplice confine settentrionale è stato fissato nell'aprile 2002 dalla commissione di delimitazione tra l'Etiopia ed l'Eritrea.
Il confine tra l'Etiopia e la costa somala francese venne delimitato tra il 1945 e il 1955 dalla Francia e dall'Etiopia. Questa delimitazione riguardava anche un segmento che adesso separa Gibuti dall'Eritrea tra il monte Moussa 'Ali e Dadda'to. Questa delimitazione suggerisce che per l'Etiopia, il punto di congiunzione tra i tre stati si trova a Dadda'to, posizione sostenuta anche davanti alla commissione.